# سلالة سومرية
السلالة السومرية أو العنصر السومري ينتشر في جنوب العراق.

## الأصول
هناك عدة نظريات حول منشى السومريين يرى العلماء أنهم ينتمون بالأصل لأفريقيا هجرة قديمة منها ترجع للنهاية العصر الجليدي عندما كانت البحور مجمدة ويابسة حيث تمكونوا من العبور إلى الجزيرة العربية من ثم للعراق.

## التاريخ
في العشرينات قامت بعثة بريطانية بفحص مجموعة من القبور وقياس بقايا الجماجم والعظام ترجع إلى الفترة العبيدية بين 3500ق.م -5300ق.م في اور وكيش
وتبين ان أكثر مائة هيكل عظمي تم دراسته وفحصة يعود إلى مجموعة الفيديد (الأستراليود) باستثناء هيكليين عظمين اثنين يرجعان إلى العنصر الاوسطي.

يعتقد العلماء ان السومريين ينتمون بالأصل لمجموعة الفيديد (الأستراليود) أختلطوا بالعنصر الاوسطي الذي كان يسكن بلاد الرافدين فتكون العنصر الدرفيدي . ثم أختلط قسم منهم مع مجموعة الأرمنويد القادمة من إيران.

## الصفات
العنصر السومري اكتسب طول القامة والبنية الجسمانية والبشرة الأقل سوداً والشعر الكثيف من العنصر الأبيض الأوسطي بمرور الزمن و الرأس العريض والأنف السمين من عنصر الأرمنويد.
- البشرة: سوداء أو حنطية متفاوتة السمار
- الرأس: دائري الرأس وبيضاوي الوجه أو مستدير وكبير الرأس
- الشعر: اسمر أو دهني اللون وناعم أملس.
- الجسم: نحيل البنية وقصير أو متوسط القامة.
- الأنف: معكوف أو سمين أو مستقيم الأنف (منحني عند نهايته أو مرتفع عند نهايته).
- الفم: صغير الفم والفك السفلي.
- الأذن: كبيرة واسعة، وهي أهم العلامات المميزة بهذه العنصر.

يعد العنصر الدرفيدي فرع من العنصر السومري والفرق بينهما هو أن العنصر السومري أختلط بالعناصر الأخرى كثيراً حتى تغيرت ملامحة الجسدية بشكل شبه كامل في حين العنصر الدرفيدي هاجر مبكراً إلى عمان والهند وحافظ على ملامحة.
مقارنه بين غاندي الدرفيدي الهندي والتصوير السومري :